# Mansfield (district)
Mansfield is een Engels district in het shire-graafschap (non-metropolitan county OF county) Nottinghamshire en telt 98.181 inwoners. De oppervlakte bedraagt 77 km².
Van de bevolking is 16,4% ouder dan 65 jaar. De werkloosheid bedraagt 4,4% van de beroepsbevolking (cijfers volkstelling 2001).

## Plaats
Mansfield is ook een plaats in de Amerikaanse staat Missouri, zie Mansfield (Missouri).

## Civil parishesin district Mansfield
- Warsop

## Geboren
- James Perch (1985), voetballer
- Rebecca Adlington (1989), zwemster